# Polyrhachis indificans
Polyrhachis indificans är en myrart som först beskrevs av Jerdon 1851.  Polyrhachis indificans ingår i släktet Polyrhachis och familjen myror. Inga underarter finns listade i Catalogue of Life.